# Apple A6
I processori Apple A6 e Apple A6X sono system-on-a-chip (SoC) progettati da Apple. L'A6 viene utilizzato dall'iPhone 5, presentato il 12 settembre 2012, mentre l'A6X viene utilizzato dall'iPad di quarta generazione, presentato il 23 ottobre 2012. Apple dichiara che il chip A6 è fino a due volte più veloce rispetto al predecessore Apple A5, mentre il chip A6X è fino a quattro volte più veloce rispetto al predecessore Apple A5X montante un chip grafico anch'esso quattro volte più veloce rispetto al predecessore.

## Design
L'A6 è un processore dual core a 32 bit, con frequenza fino a 1,3 GHz. Il processore è basato su un core ARMv7 sviluppato internamente da Apple. e chiamato Swift, a differenza dei precedenti processori Apple che erano basati su core standard usati in licenza. Il processore integra una Graphics Processing Unit (GPU) triple-core PowerVR SGX 543MP3, a metà strada tra quella utilizzata dal processore Apple A5 dell'iPhone 4S e quella utilizzata dall'Apple A5X, il processore dell'iPad di terza generazione. La GPU ha una frequenza di funzionamento di 266 MHz. Integra inoltre un quantitativo di 1 GB di RAM LPDDR2-1066.
L'integrato è prodotto da Samsung con un procedimento High-κ metal gate (HKMG) a 32 nm, ma completamente ideato e ridisegnato rispetto ai predecessori da Apple stessa. Il chip ha un'area di 96,71 mm2 quindi è il 22% più piccolo del precedente A5 e assorbe meno energia.
Le informazioni fornite da Apple sui suoi processori sono poche, ma è noto che l'A6 utilizza un set di istruzioni ARMv7 ottimizzato e che l'architettura interna utilizza alcuni elementi dei processori ARM Cortex-A15. l'A6 gestisce i set di istruzioni Advanced SIMD v2, e VFPv4. Le analisi suggeriscono che il core Swift abbia un frontend a tre vie e due unità FPU e differenza del core standard ARMv7 che ha un frontend a due vie una singola unità FPU.

## Apple A6X
Apple ha annunciato il processore durante la presentazione dell'iPad di quarta generazione il 23 ottobre 2012. L'A6X utilizza lo stesso processore dual-core dell'A6 a 1,4Ghz ed integra una GPU quad core PowerVR SGX544MP4 operante a 300Mhz;
Similmente al predecessore A5X utilizza un heat sperder di metallo, l'A6X utilizza un processo produttivo a 32 nm prodotto da Samsung. occupa un'area di 123 mm2, il 30% in più dell'A6.
Apple dichiara che l'integrato ha prestazioni grafiche e di elaborazione due volte maggiori del precedente Apple A5X.

## Dispositivi predisposti

### Apple A6
- iPhone 5 (2012)
- iPhone 5c (2013)

### Apple A6X
- iPad (quarta generazione) (2012)